# Delurdes Moraes
Delurdes Moraes nome artístico de Maria de Lourdes Moraes (Rio de Janeiro, 15 de dezembro de 1945) é uma atriz brasileira de teatro, televisão e cinema e poeta

## Biografia
Delurdes nasceu no Rio de Janeiro, mas cresceu em São Paulo. Formou-se em direito pela Mackenzie e artes cênicas pela Escola de Artes Dramáticas, na USP. Participou de 29 espetáculos de 1983 a 2007. 

## Filmografia

### Televisão
| Ano        | Título                    | Personagem         | Notas                              |
| ---------- | ------------------------- | ------------------ | ---------------------------------- |
| 1994       | Retrato de Mulher         | Cida               | Episódio: "Era uma vez Maria José" |
| 1997       | Palavras Vivas            | Vários Personagens | 1997-1998                          |
| 2001       | Amor e Ódio               | Joana              |                                    |
| 2002       | Marisol                   | Loreta             |                                    |
| 2005       | Minha Vida É Uma Novela   | —                  | Episódio: "Amor Total"             |
| 2007       | Antônia                   | —                  |                                    |
| 2007       | Sem Controle              | Eloá               |                                    |
| 2008       | Show do Tom               | Vários Personagens |                                    |
| 2008       | Domingo Legal             | Senhora            | Quadro: "Lendas Urbanas"           |
| 2010       | Novas Lendas Urbanas      | —                  | 2 episódios                        |
| 2010       | Pagã                      | —                  | Minissérie                         |
| 2011-2016  | Programa Silvio Santos    | Velhinha           | Quadro: "Os Velhinhos se Divertem" |
| 2014       | Psi                       | Lurdes Delmare     | Episódio: "Amor Fiel"              |
| 2017; 2019 | A Vida Secreta dos Casais | Benzedeira         | 3 episódio                         |

### Cinema
| Ano  | Filme                                    | Personagem |
| ---- | ---------------------------------------- | ---------- |
| 2003 | Carandiru                                | —          |
| 2004 | Mal de Família                           | —          |
| 2005 | Caixa Preta                              | Mãe        |
| 2006 | Hotel La Rose                            | —          |
| 2007 | Bolinha de Gude                          | —          |
| 2008 | Caça Palavra                             | —          |
| 2009 | Lula, o Filho do Brasil                  | Enfermeira |
| 2009 | Papo de Boneca                           | —          |
| 2011 | Os Últimos Compassos de Dircinha Batista | Gilda      |
| 2012 | Isso Não É O Fim                         | —          |
| 2021 | Amor Sem Medida                          | Odete      |

### Teatro[3]
- 1983 - Viúva Porém Honesta
- 1985 - Um Estrangeiro no Sarau das Antas
- 1986 - Happy End
- 1987 - Despedida de Solteira
- 1988/1990 - Valsa Nº 6
- 1990 - Tropicanalha
- 1991 - De Artista e Louco
- 1991 - O Seminarista (Indicada ao Prêmio Apetesp)
- 1992 - A Ponte
- 1993 - Cândido
- 1994 - Clube da Tempestade
- 1995 - Onde Está Baity?
- 1997 - O Noviço
- 1998 a 2007 - Viagem de Gaiato
- 1999 - Deus Lhe Pague (Direção Bibi Ferreira)
- 2000 - Tropicanalha
- 2001 -  O Grande Amor de Nossas Vidas
- 2002 - Homens de Papel
- 2004 - A Comédia Ordinária (Direção Marcela Leal)
- 2005 - Cinderela (de José Wilker)
- 2006/2007 - Banheiro Feminino
- 2010 -  A Caverna do Dragão
- 2016 - O Brasil de Cuecas
- 2019 - O Nome Dela é Valdemar, com Silvetty Montilla

### Poemas
- A vida
- Adeus
- Liberdades Minhas
- A Vizinha
- Vem Cá
- Um Rato é Um Rato
- Páginas em Branco
- Vai Correndo Vai
- Não Somos Loucos
- Vem Primavera Vim Te Ver
- Soneto Ao Entardecer
- Revolvendo os Porões